# Hubertella orientalis
Hubertella orientalis is een spinnensoort in de taxonomische indeling van de hangmatspinnen (Linyphiidae).
Het dier behoort tot het geslacht Hubertella. De wetenschappelijke naam van de soort werd voor het eerst geldig gepubliceerd in 1977 door Georgescu.